# Collegio di Knowsley
Knowsley è un collegio elettorale situato nel Merseyside, nel Nord Ovest dell'Inghilterra, e rappresentato alla Camera dei comuni del Parlamento del Regno Unito. Elegge un membro del parlamento con il sistema first-past-the-post, ossia maggioritario a turno unico; l'attuale parlamentare è Anneliese Midgley del Partito Laburista, che rappresenta il collegio dal 2024.

## Estensione

Knowsley dal 2010 al 2024

Il nuovo collegio copre una grande parte del borough di Knowsley, e i principali insediamento sono Huyton e Kirkby. Il collegio sostituì il vecchio collegio di Knowsley South, e parti di Knowsley North and Sefton East nel borough di Knowsley. Le parti esterne del borough erano incluse nel collegio di St Helens South and Whiston e Garston and Halewood.
Il collegio contiene i seguenti ward:
- 2010-2024: Cherryfield Kirkby Central, Longview, Northwood, Page Moss, Park, Prescot West, Roby, St Bartholomews, St Gabriels, St Michaels, Shevington, Stockbridge, Swanside, Whitefield nel Borgo metropolitano di Knowsley.
- dal 2024: Cherryfield, Northwood, Prescot North, Roby, St. Gabriels, St. Michaels, Shevington, Stockbridge e Whitefield nel Borgo metropolitano di Knowsley.

## Membri del parlamento
| Elezione | Elezione          | Deputato       | Partito   |
| -------- | ----------------- | -------------- | --------- |
|          | 2010              | George Howarth | Laburista |
| 2024     | Anneliese Midgley |                | Laburista |

## Elezioni

### Elezioni negli anni 2020
| Partito                    | Partito                                | Candidato                  | Risultati 4 luglio 2024 | Risultati 4 luglio 2024 |
| Partito                    | Partito                                | Candidato                  | Voti                    | %                       |
| -------------------------- | -------------------------------------- | -------------------------- | ----------------------- | ----------------------- |
|                            | Laburista                              | Anneliese Midgley          | 24 243                  | 67,25                   |
|                            | Reform UK                              | Alexander Hitchmough       | 5 924                   | 16,43                   |
|                            | Verdi                                  | Graham Wickens             | 2 772                   | 7,69                    |
|                            | Conservatore                           | Sherrie McDaid             | 1 496                   | 4,15                    |
|                            | Lib Dem                                | Kate Tipton                | 1 232                   | 3,42                    |
|                            | Workers                                | Graham Padden              | 245                     | 0,68                    |
|                            | SDP                                    | Patricia Jameson           | 135                     | 0,37                    |
|                            |                                        |                            |                         |                         |
| Iscritti                   | Iscritti                               | Iscritti                   | 71 964                  | 100,00                  |
| ↳ Votanti (% su iscritti)  | ↳ Votanti (% su iscritti)              | ↳ Votanti (% su iscritti)  | 36 135                  | 50,21                   |
| ↳ Astenuti (% su iscritti) | ↳ Astenuti (% su iscritti)             | ↳ Astenuti (% su iscritti) | 35 829                  | 49,79                   |
|                            |                                        |                            |                         |                         |
|                            | Esito: collegio confermato a Laburista |                            |                         |                         |

### Elezioni negli anni 2010
| Partito                    | Partito                                | Candidato                  | Risultati 12 dicembre 2019 | Risultati 12 dicembre 2019 |
| Partito                    | Partito                                | Candidato                  | Voti                       | %                          |
| -------------------------- | -------------------------------------- | -------------------------- | -------------------------- | -------------------------- |
|                            | Laburista                              | George Howarth             | 44 374                     | 80,77                      |
|                            | Conservatore                           | Rushi Millns               | 4 432                      | 8,07                       |
|                            | Brexit                                 | Tim McCullough             | 3 348                      | 6,09                       |
|                            | Verdi                                  | Paul Woodruff              | 1 262                      | 2,30                       |
|                            | Lib Dem                                | Joe Slupsky                | 1 117                      | 2,03                       |
|                            | Liberale                               | Ray Catesby                | 405                        | 0,74                       |
|                            |                                        |                            |                            |                            |
| Iscritti                   | Iscritti                               | Iscritti                   | 84 060                     | 100,00                     |
| ↳ Votanti (% su iscritti)  | ↳ Votanti (% su iscritti)              | ↳ Votanti (% su iscritti)  | 54 938                     | 65,36                      |
| ↳ Astenuti (% su iscritti) | ↳ Astenuti (% su iscritti)             | ↳ Astenuti (% su iscritti) | 29 122                     | 34,64                      |
|                            |                                        |                            |                            |                            |
|                            | Esito: collegio confermato a Laburista |                            |                            |                            |

| Partito                    | Partito                                | Candidato                  | Risultati 8 giugno 2017 | Risultati 8 giugno 2017 |
| Partito                    | Partito                                | Candidato                  | Voti                    | %                       |
| -------------------------- | -------------------------------------- | -------------------------- | ----------------------- | ----------------------- |
|                            | Laburista                              | George Howarth             | 47 351                  | 85,34                   |
|                            | Conservatore                           | James Spencer              | 5 137                   | 9,26                    |
|                            | UKIP                                   | Neil Miney                 | 1 285                   | 2,32                    |
|                            | Lib Dem                                | Carl Cashman               | 1 189                   | 2,14                    |
|                            | Verdi                                  | Steve Baines               | 521                     | 0,94                    |
|                            |                                        |                            |                         |                         |
| Iscritti                   | Iscritti                               | Iscritti                   | 81 833                  | 100,00                  |
| ↳ Votanti (% su iscritti)  | ↳ Votanti (% su iscritti)              | ↳ Votanti (% su iscritti)  | 55 483                  | 67,80                   |
| ↳ Astenuti (% su iscritti) | ↳ Astenuti (% su iscritti)             | ↳ Astenuti (% su iscritti) | 26 350                  | 32,20                   |
|                            |                                        |                            |                         |                         |
|                            | Esito: collegio confermato a Laburista |                            |                         |                         |

| Partito                    | Partito                                | Candidato                  | Risultati 7 maggio 2015 | Risultati 7 maggio 2015 |
| Partito                    | Partito                                | Candidato                  | Voti                    | %                       |
| -------------------------- | -------------------------------------- | -------------------------- | ----------------------- | ----------------------- |
|                            | Laburista                              | George Howarth             | 39 628                  | 78,12                   |
|                            | UKIP                                   | Louise Bours               | 4 973                   | 9,80                    |
|                            | Conservatore                           | Alice Bramall              | 3 367                   | 6,64                    |
|                            | Lib Dem                                | Carl Cashman               | 1 490                   | 2,94                    |
|                            | Verdi                                  | Vikki Gregorich            | 1 270                   | 2,50                    |
|                            |                                        |                            |                         |                         |
| Iscritti                   | Iscritti                               | Iscritti                   | 79 138                  | 100,00                  |
| ↳ Votanti (% su iscritti)  | ↳ Votanti (% su iscritti)              | ↳ Votanti (% su iscritti)  | 50 728                  | 64,10                   |
| ↳ Astenuti (% su iscritti) | ↳ Astenuti (% su iscritti)             | ↳ Astenuti (% su iscritti) | 28 410                  | 35,90                   |
|                            |                                        |                            |                         |                         |
|                            | Esito: collegio confermato a Laburista |                            |                         |                         |

| Partito                    | Partito                                      | Candidato                  | Risultati 6 maggio 2010 | Risultati 6 maggio 2010 |
| Partito                    | Partito                                      | Candidato                  | Voti                    | %                       |
| -------------------------- | -------------------------------------------- | -------------------------- | ----------------------- | ----------------------- |
|                            | Laburista                                    | George Howarth             | 31 650                  | 70,87                   |
|                            | Lib Dem                                      | Flo Clucas                 | 5 964                   | 13,35                   |
|                            | Conservatore                                 | David Dunne                | 4 004                   | 8,97                    |
|                            | BNP                                          | Steven Greenhalgh          | 1 895                   | 4,24                    |
|                            | UKIP                                         | Anthony Rundle             | 1 145                   | 2,56                    |
|                            |                                              |                            |                         |                         |
| Iscritti                   | Iscritti                                     | Iscritti                   | 79 597                  | 100,00                  |
| ↳ Votanti (% su iscritti)  | ↳ Votanti (% su iscritti)                    | ↳ Votanti (% su iscritti)  | 44 658                  | 56,11                   |
| ↳ Astenuti (% su iscritti) | ↳ Astenuti (% su iscritti)                   | ↳ Astenuti (% su iscritti) | 34 939                  | 43,89                   |
|                            |                                              |                            |                         |                         |
|                            | Esito: collegio a Laburista (nuovo collegio) |                            |                         |                         |

## Risultati dei referendum

### Referendum sulla permanenza del Regno Unito nell'Unione europea del 2016
|             | Collegio | Lasciare UE % | Rimanere in UE % |
| ----------- | -------- | ------------- | ---------------- |
|             | Knowsley | 52,4%         | 47,6%            |
| Inghilterra | 53,3%    | 46,7%         |                  |
| Regno Unito | 51,9%    | 48,1%         |                  |